# 布萊迪·辛格
布萊迪·艾蘭·辛格（英語：Brady Alan Singer，1996年8月4日—），為美國職棒大聯盟的投手，目前效力於辛辛那提紅人。他先前曾效力於堪薩斯市皇家。

## 職業生涯

### 堪薩斯市皇家

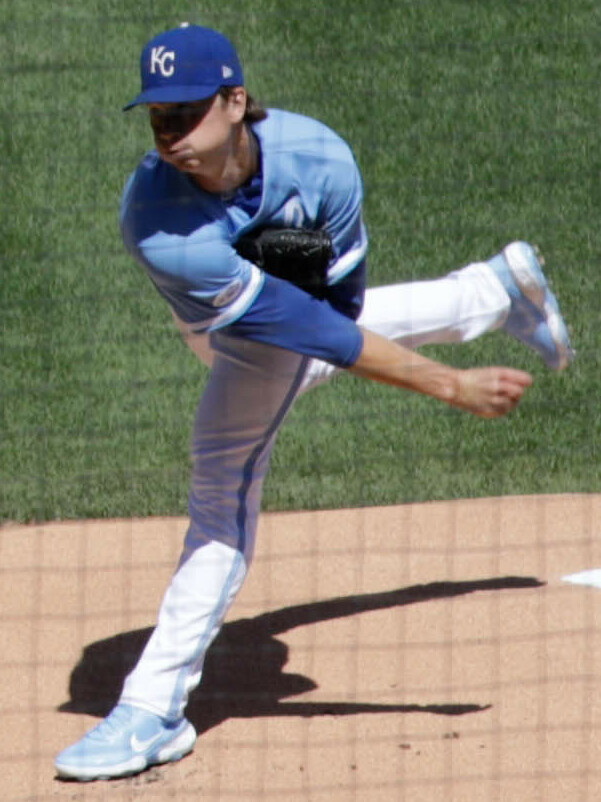
2022年的辛格

皇家在2018年大聯盟選秀於首輪第18順位選進辛格。2020年7月25日，辛格登上大聯盟。他是2018年選秀梯次第一位登上大聯盟的投手，也是繼尼可·霍爾納後的第二位。9月10日，他面對印地安人投出了7.2局的無安打。整季他拿下4勝5敗，防禦率4.06。2021年，辛格拿下5勝10敗，防禦率4.91。這也導致他隔年從牛棚出發，並在4月被下放到3A。
2023年，他拿下8勝11敗，防禦率5.52。2024年，他拿下9勝13敗，防禦率3.71。

### 辛辛那提紅人
2024年11月22日，皇家將辛格交易到紅人，換來Jonathan India和Joey Wiemer。

## 外部連結
- 球員資訊和成績在MLB ，ESPN ，Retrosheet ，Baseball Reference ，Baseball Reference (Minors) ，Fangraphs ，The Baseball Cube （英文）
- 布萊迪·辛格的X（前Twitter）